# Španjolske pokrajine
Pokrajina (španj. provincia: pokrajina, provincija) španjolska je teritorijalna jedinica, koja je predviđena Ustavom Španjolske iz 1978. godine. 
Cijeli španjolski teritorij podijeljen je na 50 provincija, osim područja suverenosti (španj. plazas de soberanía), koja nisu uključena u režim podjele na provincije.
Provincije su nekada imale veće ovlasti, no nakon usvajanja sustava autonomnih zajednica, ovlasti provincija su smanjene. One se još uvijek koriste u izbornom procesu, u poštanskom sustavu i kao zemljopisne reference.

## Pravni aspekti

### Porijeklo i ustavna osnova
Provincijalnu podjelu osmislio je 1833. godine Javier de Burgos, bazirajući se na idejama jednakosti i centralizacije koje je polučila Francuska revolucija. Provincijalni sustav službeno je ustanovljen kraljevskim dekretom 30. studenoga 1833. godine. Takav provincijalni sustav vrijedi i danas, uz neke promjene koje su se dešavale tijekom povijesti.
Važeći španjolski Ustav preuzima provincijalnu podjelu države, određujući da se ona «teritorijalno organizira na općine, provincije i autonomne zajednice. Sve ove jedinice uživaju autonomiju potrebnu za upravljanje poslovima od vlastitog interesa». Također, prema Ustavu, provincija je lokalna jedinica s vlastitom pravnom osobnošću.
Španjolski Ustav dao je provicijama mogućnost da budu baza za stvaranje autonomnih zajednica. Tako je predviđeno da granične provincije sa zajedničkim povijesnim, kulturnim i ekonomskim vezama, otočni teritoriji te povijesne regije mogu osnovati vlastitu vladu i konstituirati se kao autonomne zajednice. Tako u Španjolskoj postoje višeprovincijane automomne zajednice (sastoje se od više provincija) i jednoprovincijane automomne zajednice (sastoje se od jedne provincije).
Provincije imaju ulogu u izbornom procesu, kod biranja zastupnika u Kongres zastupnika i Senat.

### Nazivi provincija
U skladu s kraljevskim dekretom od 30. studenoga 1833. (koji je ustanovio provincijalnu podjelu), provincije dobivaju ime prema svom glavnom gradu, osim Álava, Navarra, Guipúzcoa i Vizcaya, koje su zadržale dotadašnji naziv.
Prema Zakonu iz 1986., samo Las Cortes Generales (španjolski Parlament) zakonom može mijenjati naziv provincije i njezin glavni grad.

### Tijela provincije
Glavna je karakteristika da vlada i autonomna uprava svake provincije odgovaraju svojim provincijalnim skupštinama.
Međutim, postoje ove iznimke:
- jednoprovincijalne autonomne zajednice preuzimaju nadežnosti koje imaju provincijalne skupštine
- otočne autonomne zajednice (Baleari i Kanari) imaju Otočne savjete.

## Popis provincija
U sljedećoj tablici nalazi se abecedni popis svih provincija, njihovih glavnih gradova te autonomnih zajednica kojima pripadaju:
| Provincija             | Glavni grad                | Autonomna zajednica   |
| ---------------------- | -------------------------- | --------------------- |
| Álava                  | Vitoria                    | Baskija               |
| Albacete               | Albacete                   | Kastilja-La Mancha    |
| Alicante               | Alicante                   | Valencijska Zajednica |
| Almería                | Almería                    | Andaluzija            |
| Asturija               | Oviedo                     | Asturija              |
| Ávila                  | Ávila                      | Kastilja i León       |
| Badajoz                | Badajoz                    | Ekstremadura          |
| Baleari                | Palma de Mallorca          | Baleari               |
| Barcelona              | Barcelona                  | Katalonija            |
| Burgos                 | Burgos                     | Kastilja i León       |
| Cáceres                | Cáceres                    | Ekstremadura          |
| Cádiz                  | Cádiz                      | Andaluzija            |
| Kantabrija             | Santander                  | Kantabrija            |
| Castellón              | Castellón de la Plana      | Valencijska Zajednica |
| Ciudad Real            | Ciudad Real                | Kastilja-La Mancha    |
| Córdoba                | Córdoba                    | Andaluzija            |
| A Coruña               | La Coruña                  | Galicija              |
| Cuenca                 | Cuenca                     | Kastilja-La Mancha    |
| Girona (pokrajina)     | Girona                     | Katalonija            |
| Granada                | Granada                    | Andaluzija            |
| Guadalajara            | Guadalajara                | Kastilja-La Mancha    |
| Guipúzcoa              | San Sebastián              | Baskija               |
| Huelva                 | Huelva                     | Andaluzija            |
| Huesca                 | Huesca                     | Aragonija             |
| Jaén                   | Jaén                       | Andaluzija            |
| León                   | León                       | Kastilja i León       |
| Lleida                 | Lleida                     | Katalonija            |
| Lugo                   | Lugo                       | Galicija              |
| Madrid                 | Madrid                     | Zajednica Madrida     |
| Málaga                 | Málaga                     | Andaluzija            |
| Murcia                 | Murcia                     | Regija Murcia         |
| Navarra                | Pamplona                   | Navarra               |
| Ourense                | Ourense                    | Galicija              |
| Palencia               | Palencia                   | Kastilja i León       |
| Las Palmas             | Las Palmas de Gran Canaria | Kanari                |
| Pontevedra             | Pontevedra                 | Galicija              |
| La Rioja               | Logroño                    | La Rioja              |
| Salamanca              | Salamanca                  | Kastilja i León       |
| Santa Cruz de Tenerife | Santa Cruz de Tenerife     | Kanari                |
| Segovia                | Segovia                    | Kastilja i León       |
| Sevilla                | Sevilla                    | Andaluzija            |
| Soria                  | Soria                      | Kastilja i León       |
| Tarragona              | Tarragona                  | Katalonija            |
| Teruel                 | Teruel                     | Aragonija             |
| Toledo                 | Toledo                     | Kastilja-La Mancha    |
| Valencia               | Valencia                   | Valencijska Zajednica |
| Valladolid             | Valladolid                 | Kastilja i León       |
| Vizcaya                | Bilbao                     | Baskija               |
| Zamora                 | Zamora                     | Kastilja i León       |
| Zaragoza               | Zaragoza                   | Aragonija             |

## Hrvatski ekvivalent pojma «provincia»
Pri prijevodu riječi provincia sa španjolskog javlja se problem pronalaženja odgovarajućeg ekvivalenta u hrvatskom jeziku. Tako se u hrvatskim tekstovima može pronaći prijevod pokrajina, ali i provincija. U Općoj i nacionalnoj enciklopediji u natuknicama vezanim uz Španjolsku govori se o provincijama, dok se u rječniku EUROVOC kao ekvivalent javlja pokrajina.